# Rita Iringan
Rita Daniela De Guzmán Iringan (15 de septiembre de 1995, Ciudad Quezón), conocida artísticamente como Rita Iringan, es una cantante y actriz de cine y televisión filipina. Es nieta del fallecido actor filipino Teroy de Guzmán y su carrera se inició después de convertirse en la primera gran campeona en la cadena televisiva de QTV 's Popstar Infantil. Desde que ganó dicho concurso, ha realizado numerosas actuaciones en distintos espectáculos, como, por ejemplo, en GMA y QTV. Actualmente es una artista intérprete o ejecutante sobre el SOP, junto a otros miembros de Sugarpop, coanfitriona de Planeta Q. 
Además, es intérprete del tema central de la telenovela filipina Impostora. 

## TV Shows
- Popstar Infantil: Temporada 1 (QTV)
- Ganda ng Lola Ko (QTV)
- Reglas SOP (GMA)
- Tesoros de Asia (GMA)
- Princesa con encanto (GMA)
- Planeta Q (QTV)
- ESP (GMA)

Además, es también una de las miembros del grupo de cantantes conocido como Sugarpop, que aparece regularmente en un concierto de la GMA de televisión, SOP.